# Zoarchias
Zoarchias is een geslacht van straalvinnige vissen uit de familie van de stekelruggen (Stichaeidae).

## Soorten
- Zoarchias glaber Tanaka, 1908
- Zoarchias hosoyai Kimura & Sato, 2007
- Zoarchias macrocephalus Kimura & Sato, 2007
- Zoarchias major Tomiyama, 1972
- Zoarchias microstomus Kimura & Jiang, 1995
- Zoarchias neglectus Tanaka, 1908
- Zoarchias uchidai Matsubara, 1932
- Zoarchias veneficus Jordan & Snyder, 1902